# Thestor silvius
Thestor silvius är en fjärilsart som beskrevs av Fabricius 1787. Thestor silvius ingår i släktet Thestor och familjen juvelvingar. Inga underarter finns listade i Catalogue of Life.